# Чернышев, Сергей Александрович
Сергей Александрович Чернышев (род. 13 мая 1988, Москва) — российский регбист, игравший на позиции хукера; тренер. Выступал за сборную России по регби на Кубке мира-2019.

## Биография

### Карьера игрока
Воспитанник «Славы» за которую дебютировал в 2007 году. В 2013 году перешел в «Фили» вместе с ещё рядом игроков. Спустя год вернулся в «Славу», где выступает до сих пор. В сезоне 2016 был арендован «Енисеем-СТМ» для участия в Кубке Вызова.

### Карьера в сборной
Первый матч за сборную (неофициальный) провел в 2013 году против университета Йоханнесбурга. Официально дебютировал 8 ноября 2014 года в матче с Гонконгом. В 2019 году сыграл в первом матче Второй сборной России против второй сборной Грузии, где отметился попыткой.В 2019 году был включен в состав Сборной России по регби на кубок мира в Японии.